# Чай з порожньої чашки
«Чай з порожньої чашки» (англ. Tea from an Empty Cup) — роман у жанрі кіберпанк американської письменниці Пет Кедіген.

## Життєпис
«Чай з порожньої чашки» — це ядро щільно розкритого детективного роману.
Історія розгортається поблизу міфічної Японії, яка була знищена в результаті нечітко описаного природного катаклізму за декілька десятиліть до початку подій у романі. Покоління, яке пам’ятає «Стару Японію», здається, минуло. Віртуальна версія Японії стала свого роду святим Граалем для основної групи залежних від штучної реальності. Штучна реальність, або AR, як «постапокаліптичний Нью-Ярк Сітті», стала надзвичайно популярною у все більш сумному переповненому світі, не лише як гра, а й як спосіб життя.
Виявляється, AR – це не просто спосіб життя, а й смерть, як виявляє детектив із вбивств Дора Костантайн, коли її відправляють розслідувати смерть молодого чоловіка в салоні штучної реальності (розумна відео-аркада з повним дротяним тілом) і виявляє, що він помер так само в грі, як і в реальному житті. Тому вона вирішує дослідити життя цього молодого чоловіка в штучних реальностях, які він часто відвідував, хоча вже встановлені юридичні прецеденти означають, що ніщо, що вона виявляє, не є прийнятним як доказ, оскільки «Все є брехнею» в AR. Під час розслідування вона натрапляє на щось набагато складніше, ніж проста справа про вбивство.
У сюжетній лінії «Чай з порожньої чашки» Юкі, молода японка, відчайдушно шукає свого хлопця Тома, який, як вона побоюється, подружився з таємничою та сумнозвісною жінкою на ім’я Джой Флавер, ставши одним із «хлопчиків Джой», про яку ходять багато неприємних чуток.
Коли Юкі шукає Джой Флавер, вона відразу потрапляє в найближче оточення Джой, стає її особистою помічницею, що веде її, як і Костантайн, у подорож до розкриття головної таємниці роману.